# Peugeot Expert
Der Peugeot Expert ist ein leichtes Nutzfahrzeug, das seit 1995 bei Sevel Nord produziert wird.
Die erste Generation wurde von PSA Peugeot Citroën zusammen mit Fiat auf Basis der Eurovan (PSA/Fiat) entwickelt und daher entstanden auch die weitestgehend baugleichen Modelle Citroën Jumpy und Fiat Scudo.
2007 erschien die 2. Generation gemeinsam mit neuen Schwestermodellen. Diese Baureihe wurde 2008 zum Van of the Year gewählt.
Nachdem Fiat ankündigte, sich nicht mehr an einer Neuentwicklung zu beteiligen und die Modelle des Fiat Scudo nur noch bis Mitte 2016 durch PSA fertigen zu lassen, schloss PSA einen Kooperationsvertrag mit Toyota. Aus diesem Vertrag ergab sich der mittels Badge-Engineering 2013 erschienene Toyota Proace. Zudem wurde vereinbart, dass PSA und Toyota ein gemeinsames Nachfolgemodell entwickeln.
2016 wurden diese Versionen präsentiert und werden seither auch im PSA-Werk in Valenciennes produziert. Erstmals gibt es nun auch einen speziellen Van als Peugeot Traveller.

## Erste Generation (1995–2006)
Kastenwagen
- Länge 4522 mm (Langversion 4922 mm)
- zwei bis drei Sitzplätze
- Nutzlast 774 bis 854 kg
- Ladevolumen 4 m³ (Langversion 5 m³)
- Verbrauch laut Werksangabe 6,7 bis 7,9 Liter Diesel pro 100 km

Doppelkabine (Pritschenwagen)
- fünf bis sechs Sitzplätze
- Nutzlast 850 kg
- Ladevolumen 1,93 m

Kleinbus
- Bank in der dritten Reihe
- acht bis neun Sitzplätze

## Zweite Generation (2007–2016)
| Sterne im Euro-NCAP-Crashtest |

Ab Anfang 2007 bis 2016 wurde die zweite Generation bei Sevel gefertigt. Im Sommer 2012 erhielt der Expert parallel zu den Schwestermodellen ein leichtes Facelift.

### Kastenwagen
Die zweite Generation gab es als Kastenwagen in zwei Höhen und zwei Längen. Während die kürzere Version rund 4,81 Meter misst und deren Radstand 3 Meter beträgt, ist die längere Version 5,14 Meter lang und hat einen Radstand von 3,12 Meter. Die Höhe beträgt 1,98 bzw. 2,29 Meter mit Standardfederung und jeweils 10 cm weniger bei Luftfederung mit pneumatischem Niveauausgleich. Alle Modelle sind rund 1,90 Meter breit. Das Laderaumvolumen beträgt zwischen 5000 und 7000 Liter. Als Antrieb standen für den Kastenwagen vier Vierzylinder-Motoren, darunter ein Otto- (2.0 16V) und drei Dieselmotoren (HDi 90, HDi 120 (FAP), HDi 165 FAP), zur Auswahl. Alle Modelle werden über die Vorderräder angetrieben und verfügten über ein 5-Gang-Schaltgetriebe (2.0 16V, HDi 90) bzw. über ein 6-Gang-Schaltgetriebe (HDi 120 (FAP), HDi 165 FAP).

### Kleinbus
Der Kleinbus wurde in denselben Längen (4,81 m; 5,15 m) angeboten; die Radstände sind dadurch auch entsprechend. Der Van ist mit einer Höhe zwischen 1,88 und 1,98 Meter jedoch flacher. Die Motorenpalette des Großraumvans beinhaltete nur die beiden stärkeren Dieselversionen, die auch im Kastenwagen angeboten wurden. Dabei handelte es sich um 2,0 Liter große und auf der Common-Rail-Direkteinspritzung basierende Vierzylinder-Dieselmotoren mit 120 und 163 PS und Dieselrußpartikelfilter (FAP). Die schwächere Version erfüllte die Euro-4-Norm, die stärkere bereits die Euro-5-Norm. Die Kraftübertragung erfolgte ebenso über die Vorderräder und über ein 6-Gang-Schaltgetriebe.
Es standen vier Ausstattungslinien zur Auswahl: Die Serienausstattung Kombi, Kombi Confort, Kombi Club und Kombi Océanic. Alle Linien bis auf die Basisversion verfügten über lackierte Stoßfänger und Seitenspiegel sowie über Nebelleuchten. Zum Serienumfang gehörten ABS, ESP, ASR, ein hydraulischer Bremsassistent und Airbags für den Fahrer und Beifahrer.

### Technische Daten
| Modell                                                   | 2.0 HDi 120 FAP       | 2.0 HDi 136 FAP       | 2.0 HDi 160 FAP       |
| Motortyp                                                 | DW10                  | DW10                  | DW10                  |
| Zylinderzahl                                             | R4                    | R4                    | R4                    |
| Hubraum (cm³)                                            | 1997                  | 1997                  | 1997                  |
| Max. Leistung (kW/PS)                                    | 88/120 bei 4000       | 100/136 bei 4000      | 120/163 bei 3750      |
| Max. Drehmoment (Nm)                                     | 300 bei 2000          | 320 bei 2000          | 340 bei 2000          |
| Höchstgeschwindigkeit (km/h)                             | 160                   | 170                   | 170                   |
| Getriebe (Serienmäßig)                                   | 6 Gang-Schaltgetriebe | 6 Gang-Schaltgetriebe | 6 Gang-Schaltgetriebe |
| Beschleunigung (0–100 km/h)                              | 14,5 s                | 13,2 s                | 11,5 s                |
| Verbrauch kombiniert (l/100 km)                          | 7,3 D                 | 7,3 D                 | 7,0 D                 |
| Tankinhalt                                               | 80 l                  | 80 l                  | 80 l                  |
| Reifengröße                                              | 215 / 60 R 16         | 215 / 60 R 16         | 215 / 60 R 16         |
| Scheibenbremsengröße (Ø) Vorne belüftete Scheiben/Hinten | 304/290               | 304/290               | 304/290               |

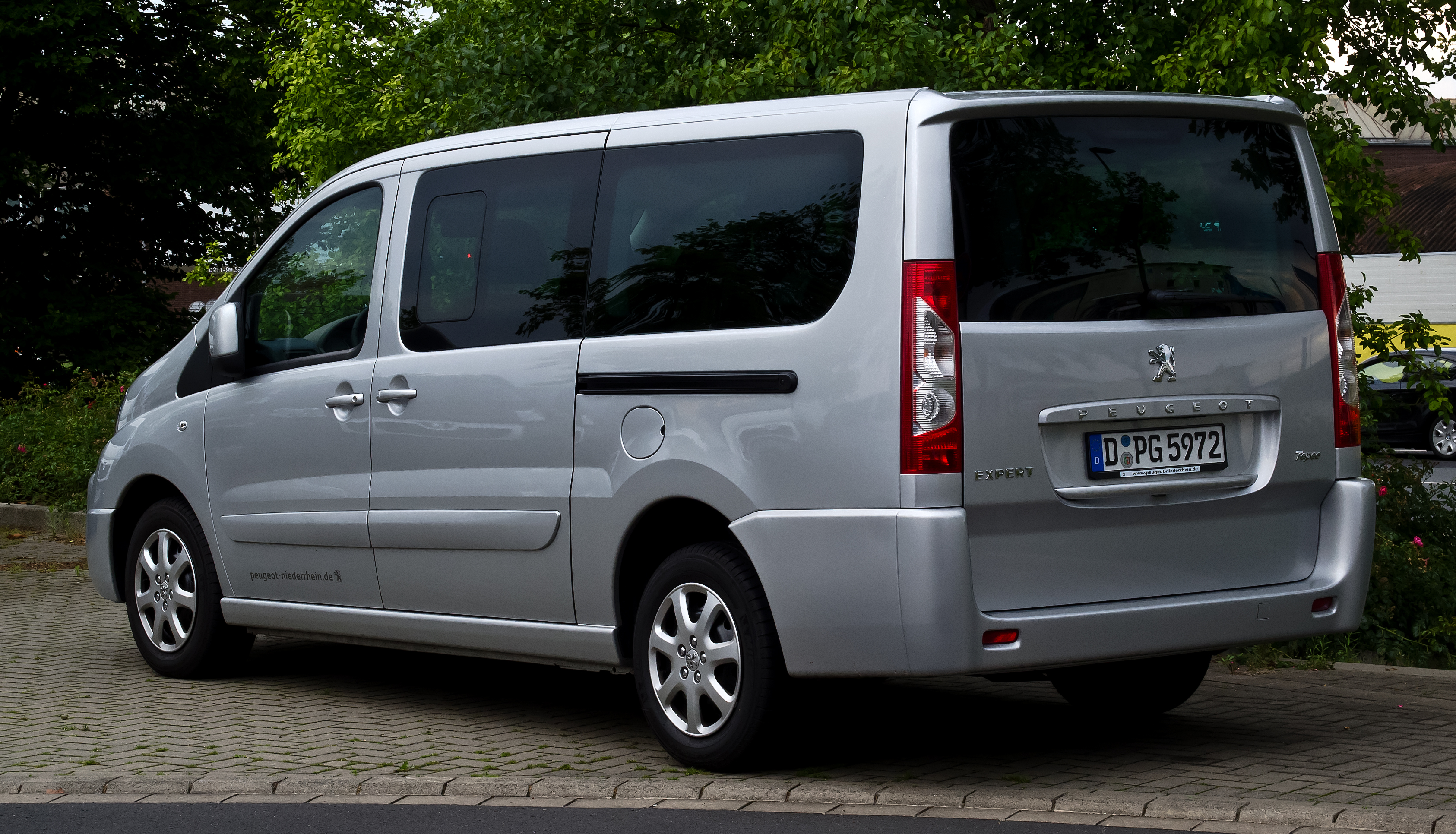
Heckansicht
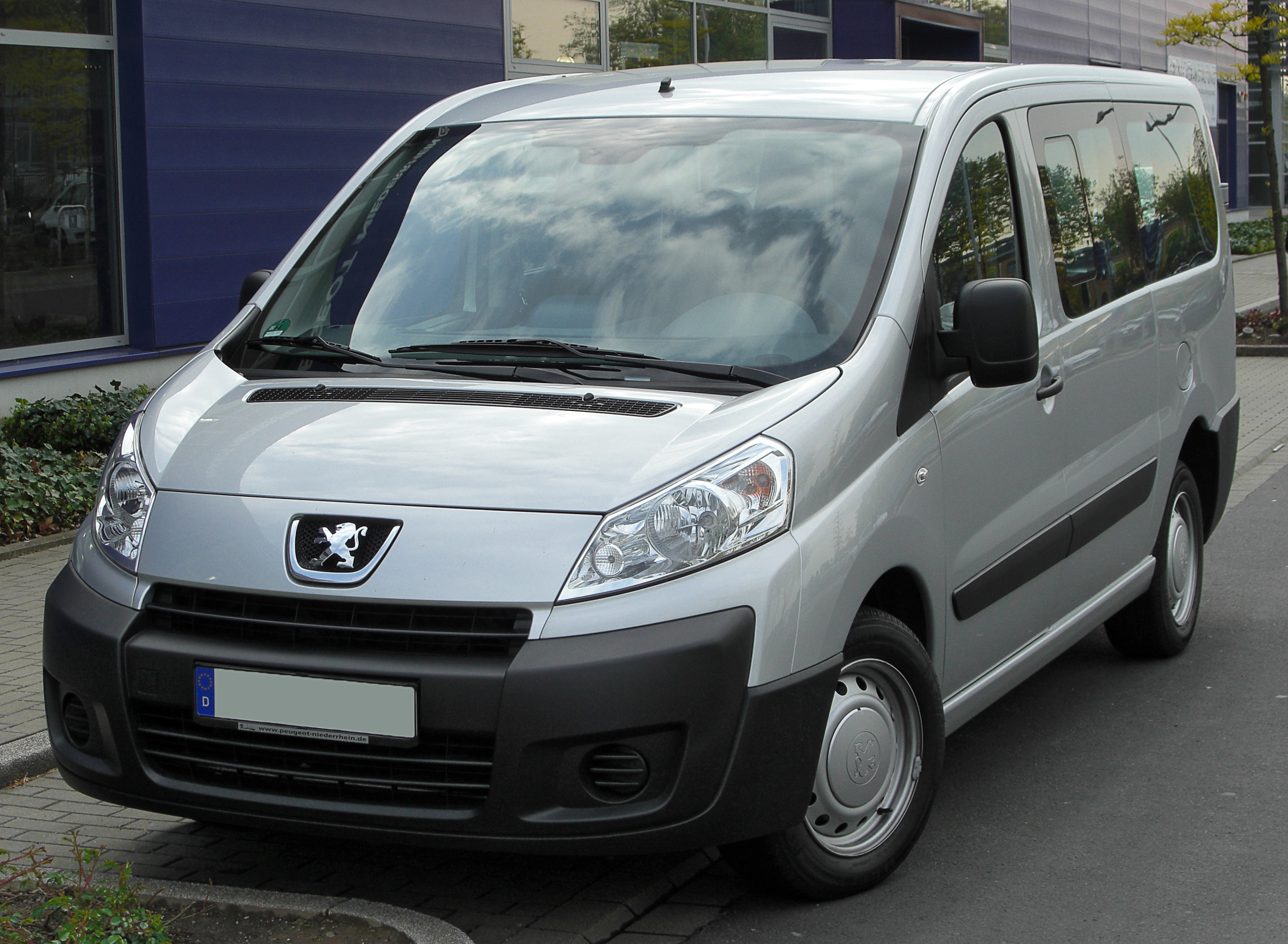
Peugeot Expert Tepee (2007–2012)
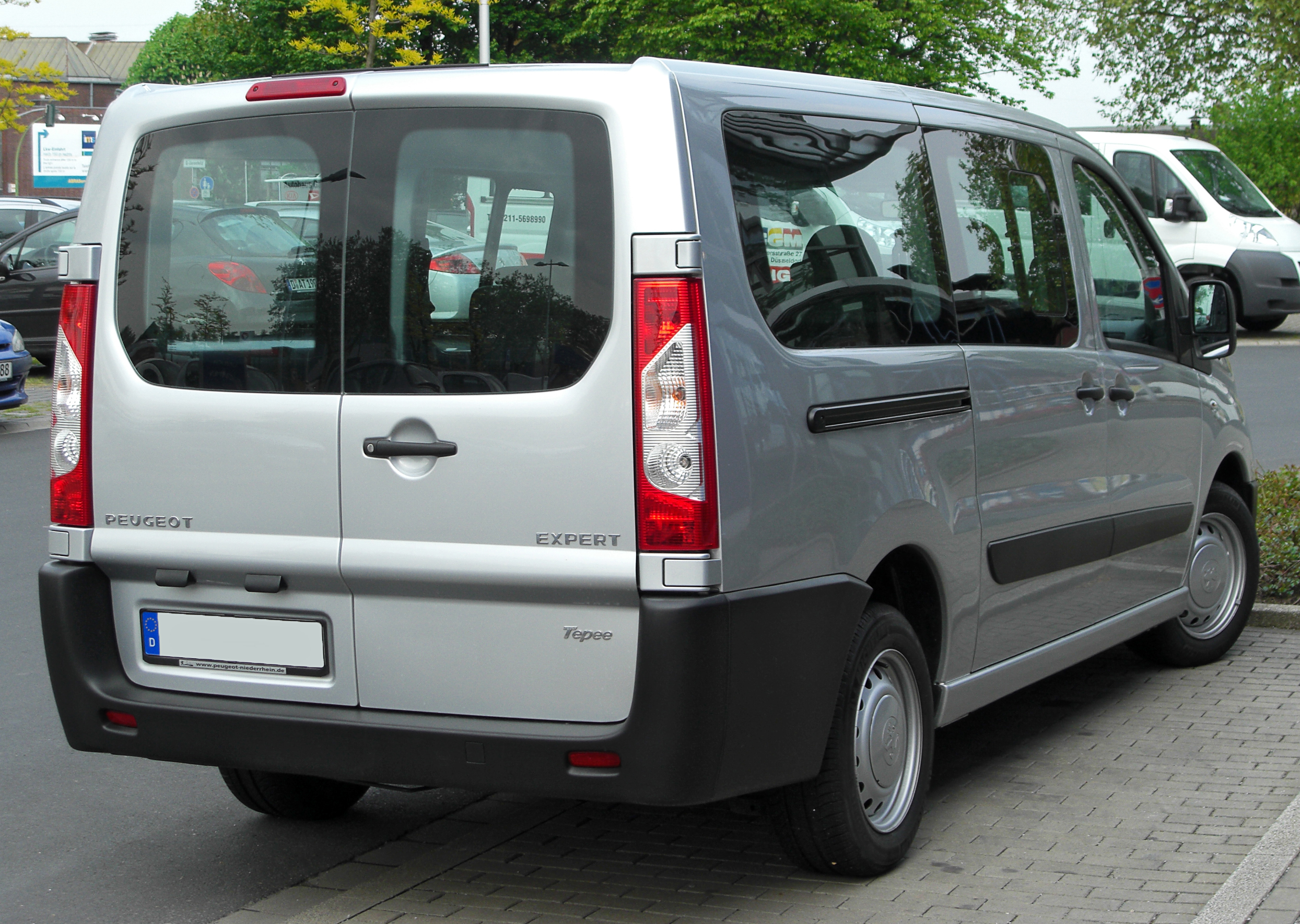
Expert Tepee mit geteilten Hecktüren
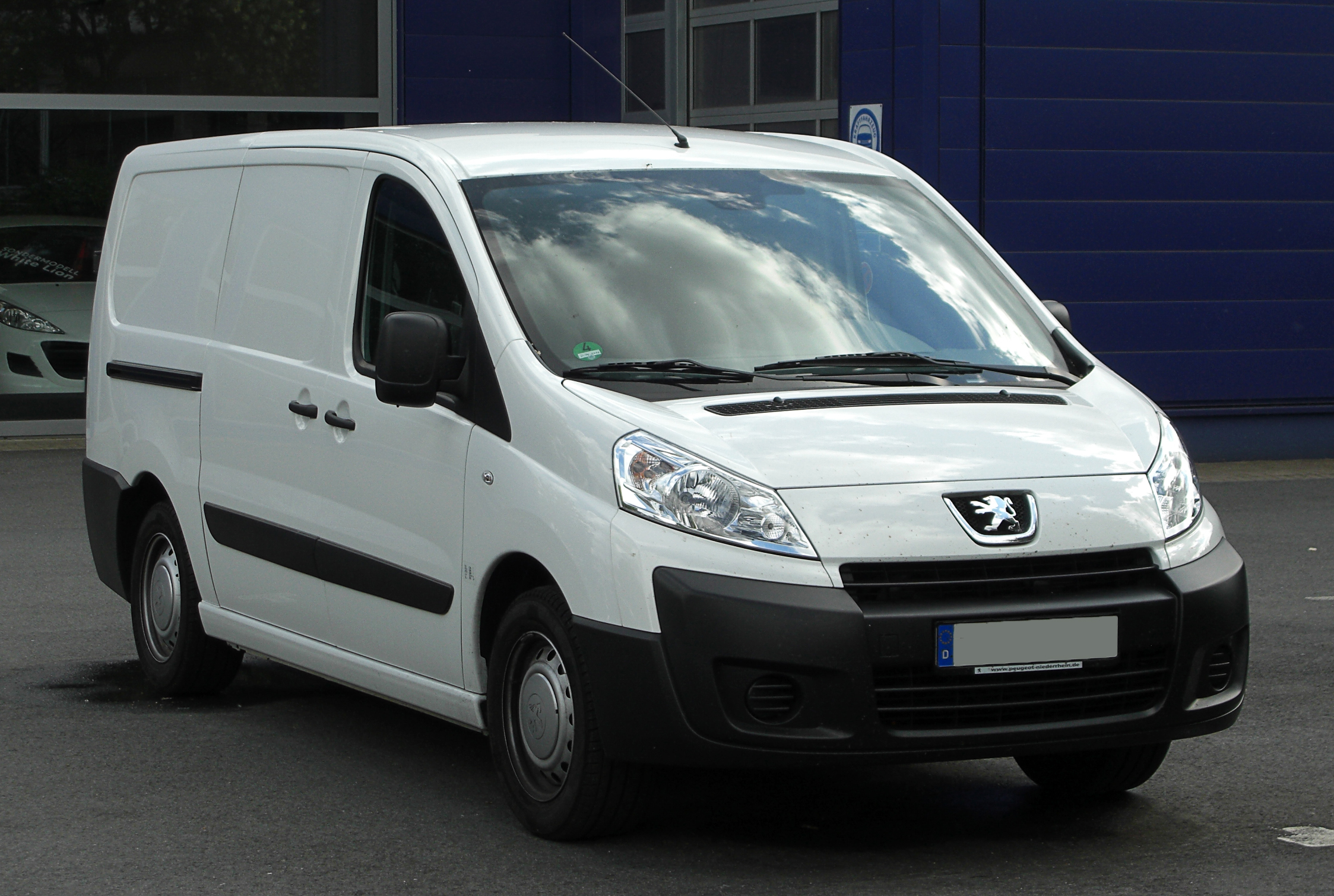
Peugeot Expert Kastenwagen (2007–2012)
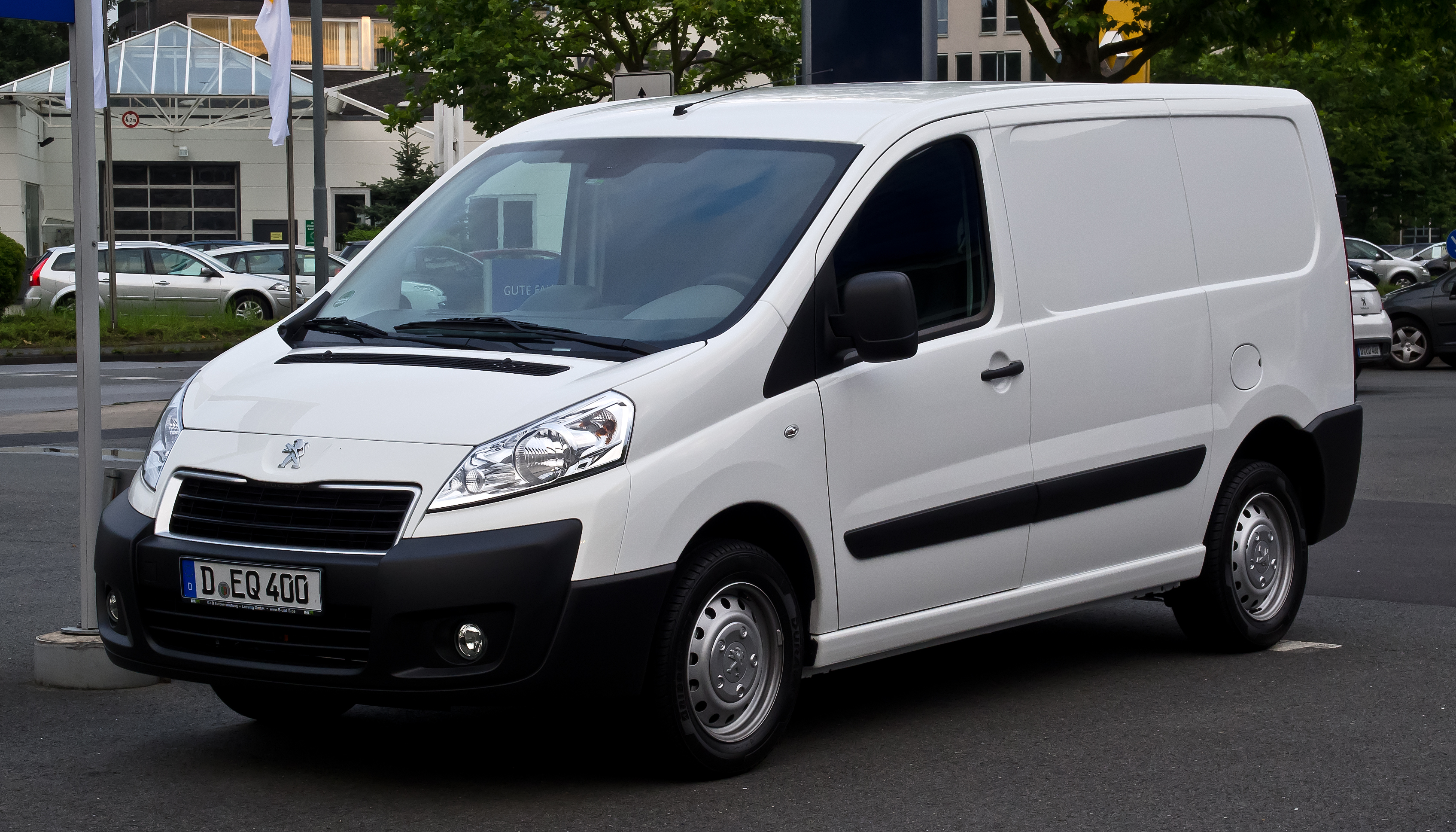
Peugeot Expert Kastenwagen (2012–2016)
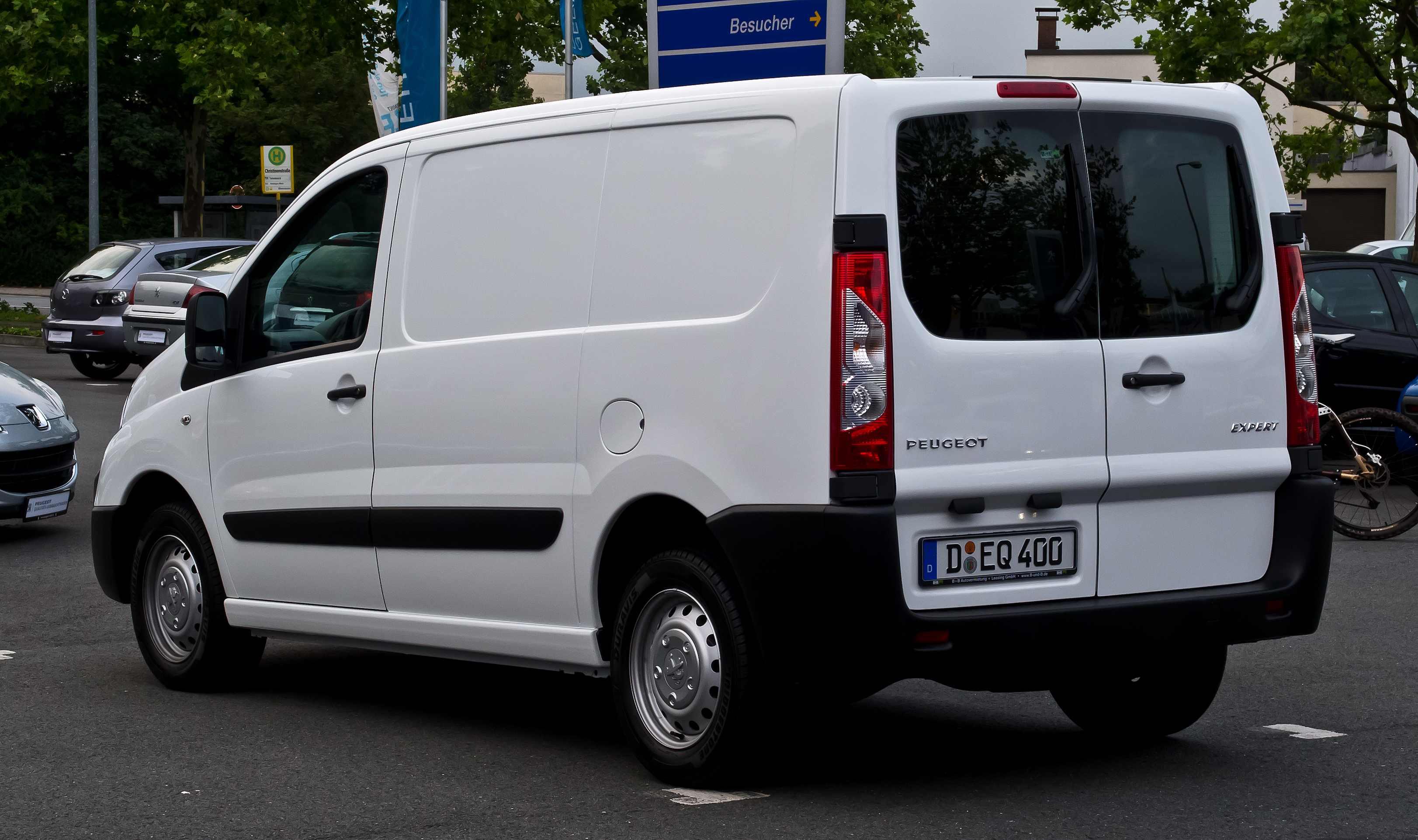
Heckansicht

### Lizenzfertigung bei PT. Gaya Motor (seit 2011)
Seit 2011 wird der Peugeot Expert in Lizenz in Jakarta, Indonesien hergestellt (siehe Gaya Motor).

## Dritte Generation (seit 2016)
Die seit 2016 produzierte 3. Generation wurde von PSA und Toyota gemeinsam entwickelt und wird im PSA-Werk Valenciennes hergestellt. Peugeot bietet mit dem Peugeot Traveller genauso wie Citroën mit dem Citroën Spacetourer einen speziellen Van, welcher von Toyota als ProAce Verso vermarktet wird. Diese unterscheiden sich wesentlich in den verwendeten Materialien und der Innenausstattung.
Die gesamte Entwicklung erfolgte unter dem Projektnamen KZéro. Erstmals offiziell vorgestellt wurden die kommerziellen Versionen Citroën Jumpy, Peugeot Expert und Toyota ProAce auf der Birmingham Commercial Motor-Show 2016 am 30. März 2016. Die Van-Versionen SpaceTourer, Traveller und ProAce Verso wurden bereits am 3. März 2016 auf dem Genfer Automobilsalon 2016 präsentiert.
Die Fahrzeuge gibt es mit zwei Radständen und mit dem langen Radstand in zwei Längen, die sich um 35 cm unterscheiden. Der kurze Radstand konnte sich nicht durchsetzen und halten. Bei den Crashtests Euro NCAP8 erreichte die Baureihe fünf Sterne.
Im Mai 2020 präsentierte Peugeot das Modell auch mit dem batterieelektrischen Antriebsstrang aus dem Peugeot 208 II. Eine Variante als Wasserstoff-Brennstoffzellenfahrzeug folgte Ende 2021. Sie verfügt zudem über einen Lithium-Ionen-Akkumulator mit einem Energieinhalt von 10,5 kWh, weshalb der E-Expert Hydrogen auch als Plug-in-Hybrid bezeichnet wird.
Eine überarbeitete Version des Expert debütierte im Oktober 2023. Sie wird seit April 2024 verkauft.

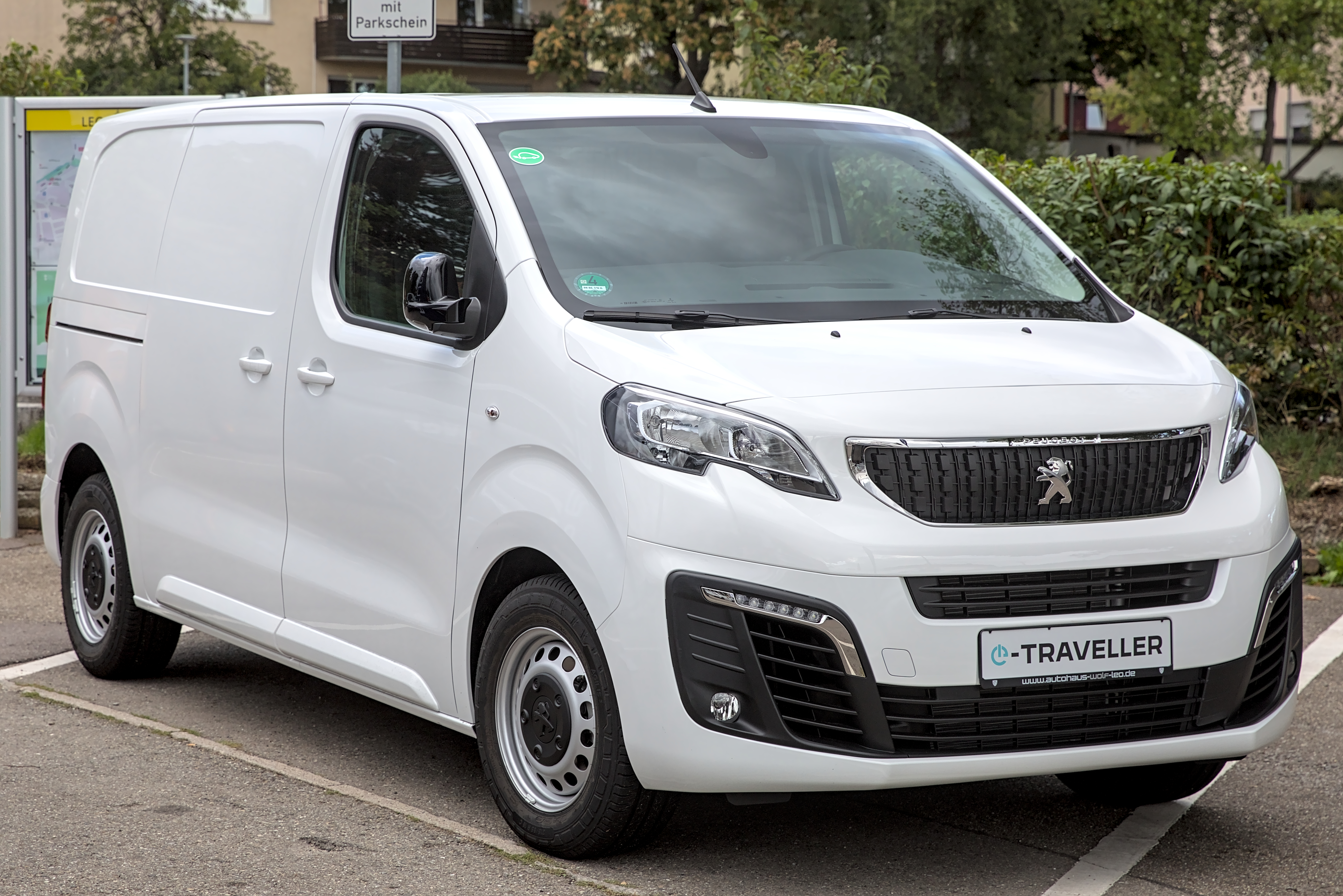
Peugeot e-Expert Kastenwagen (2020–2023)
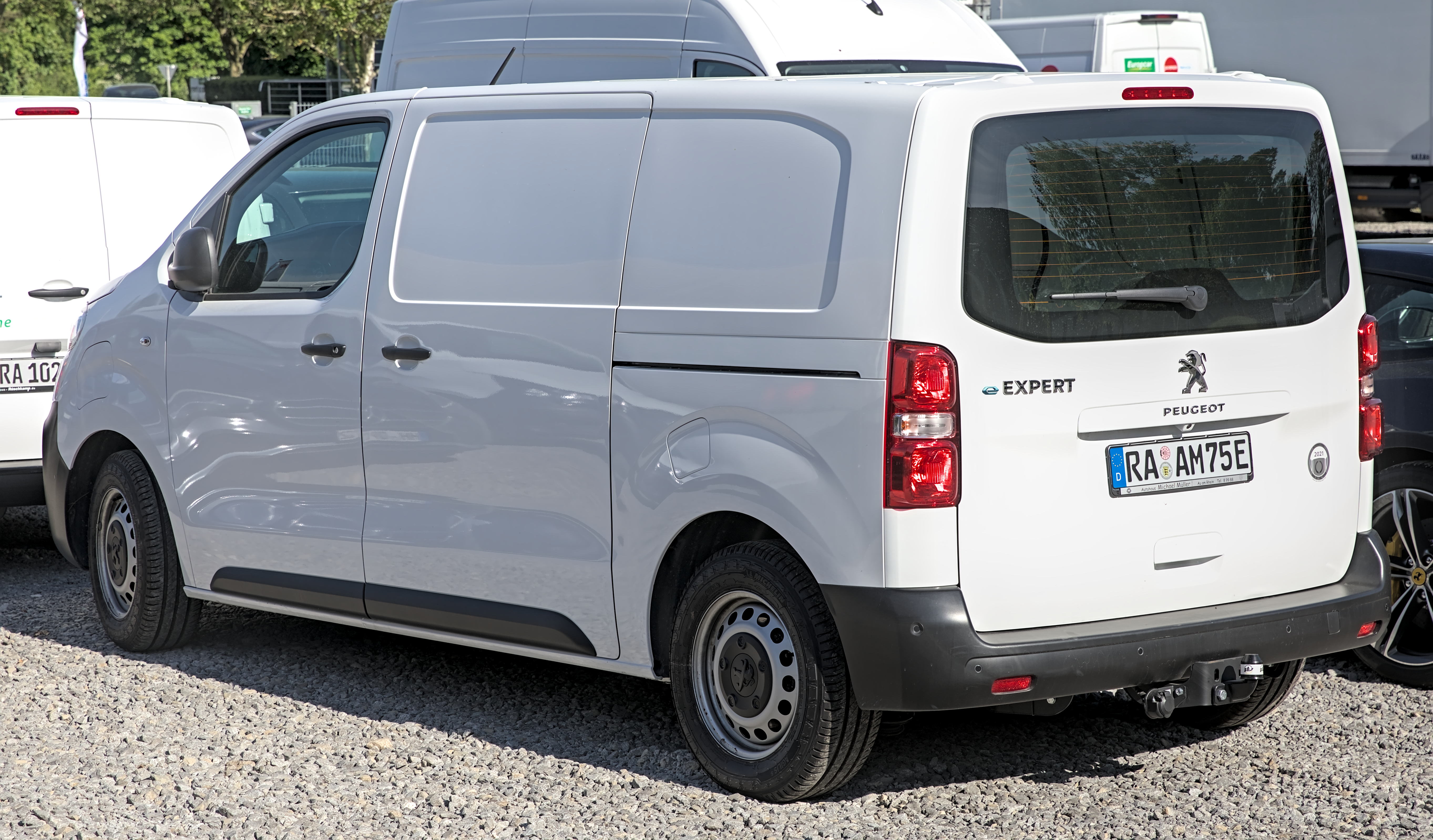
Heckansicht Kastenwagen
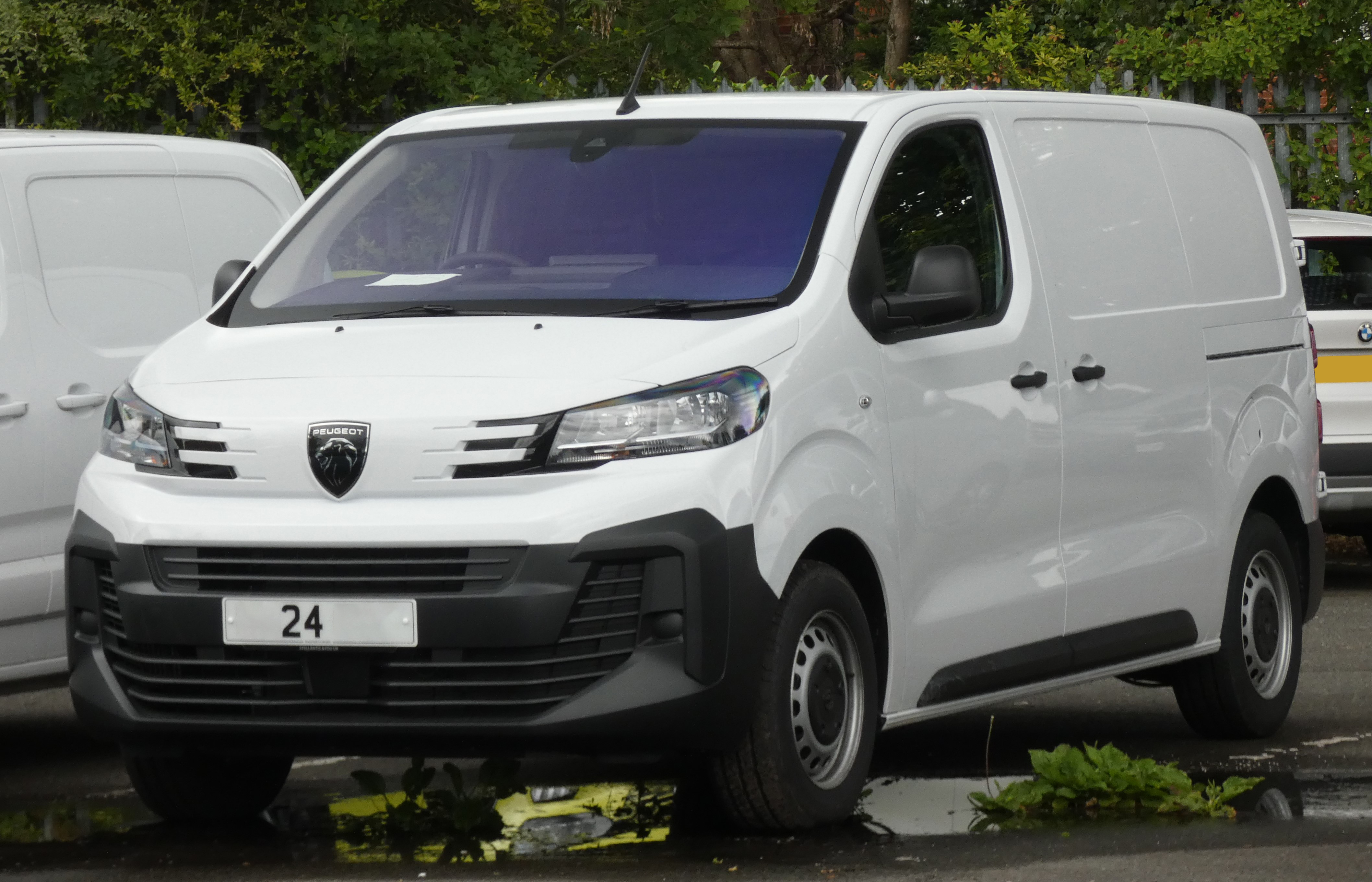
Peugeot Expert Kastenwagen (seit 2024)
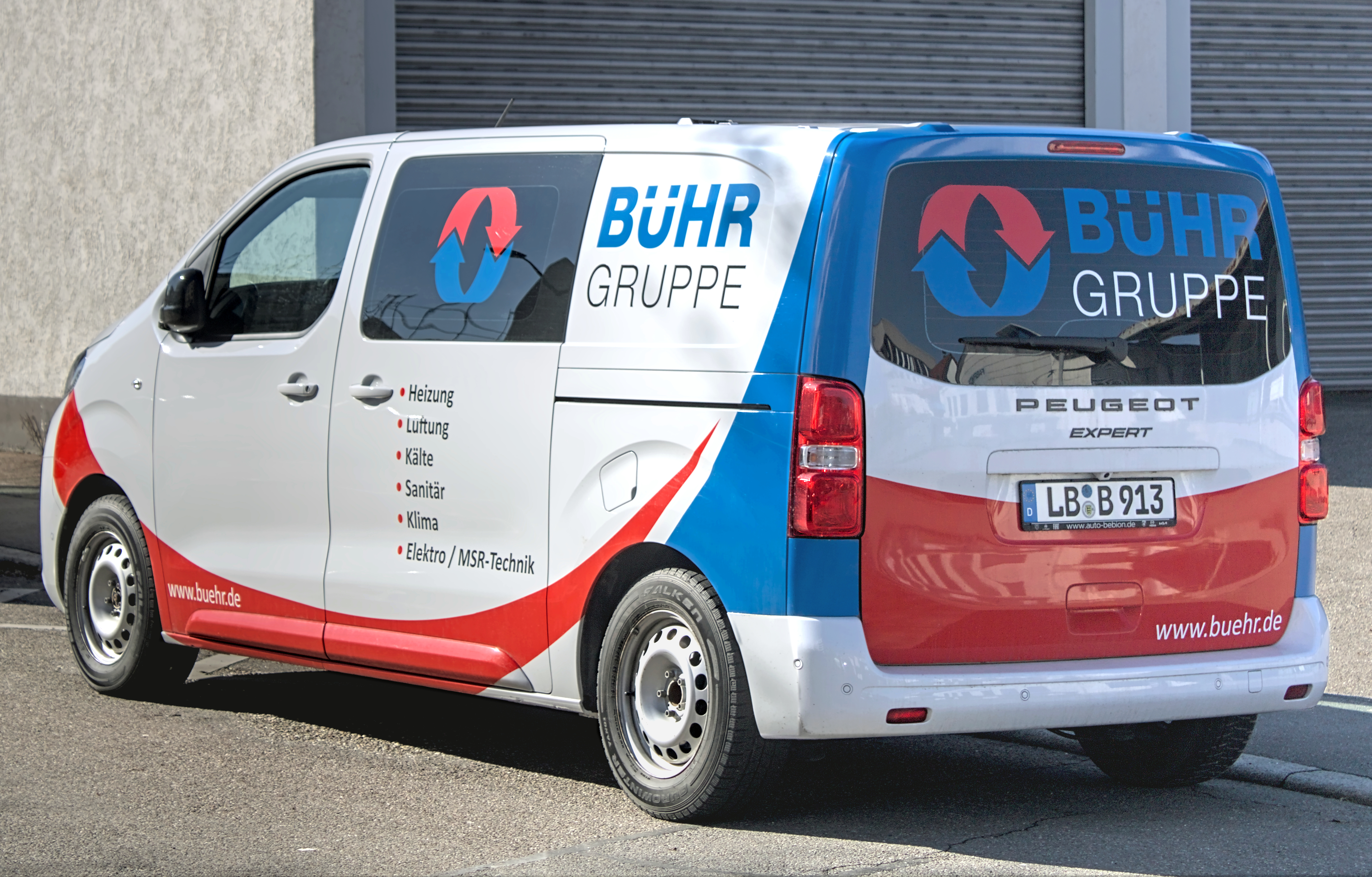
Heckansicht Kastenwagen
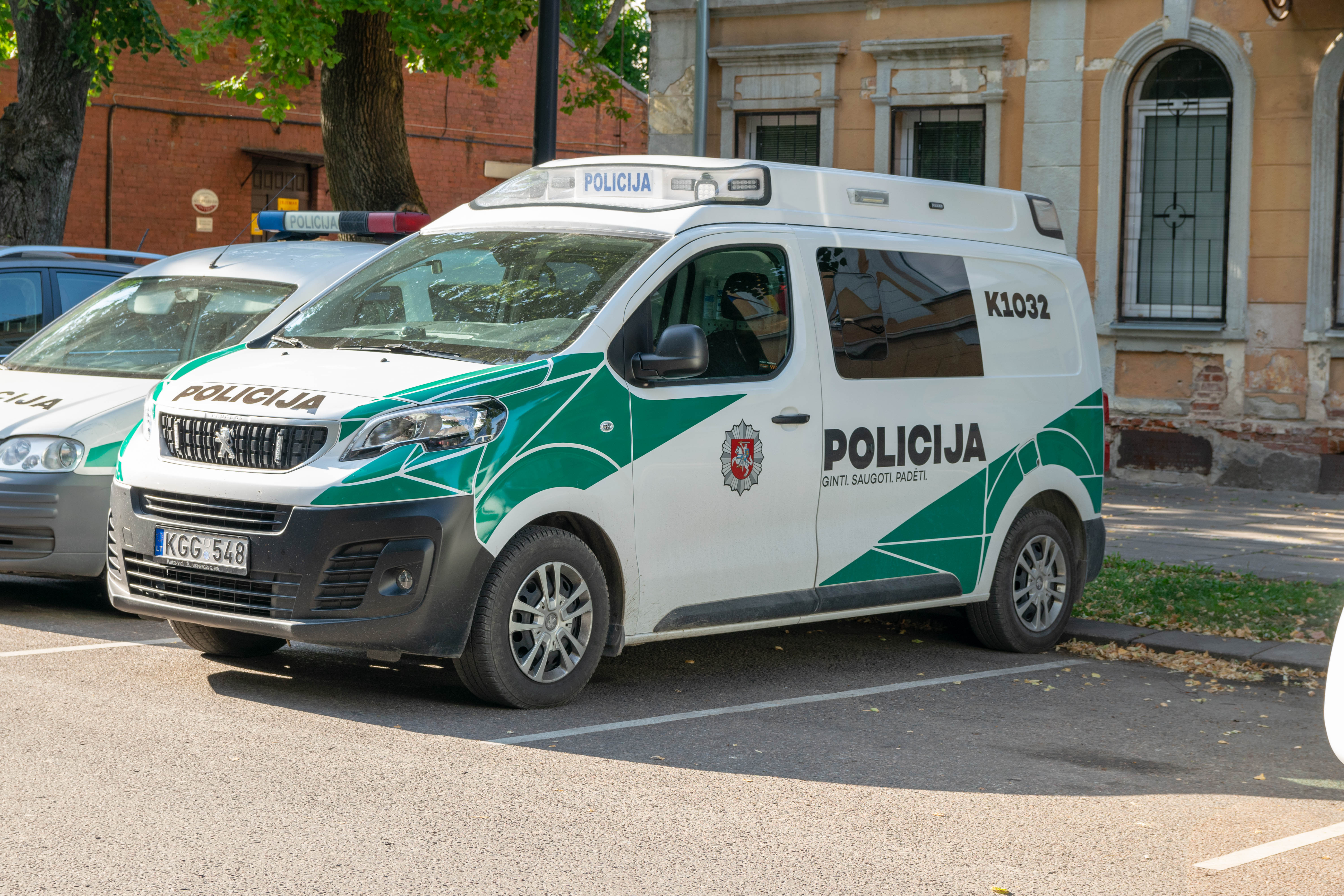
Peugeot Expert Doppelkabine der Polizei Litauens